# Акт восстановления государственности Литвы

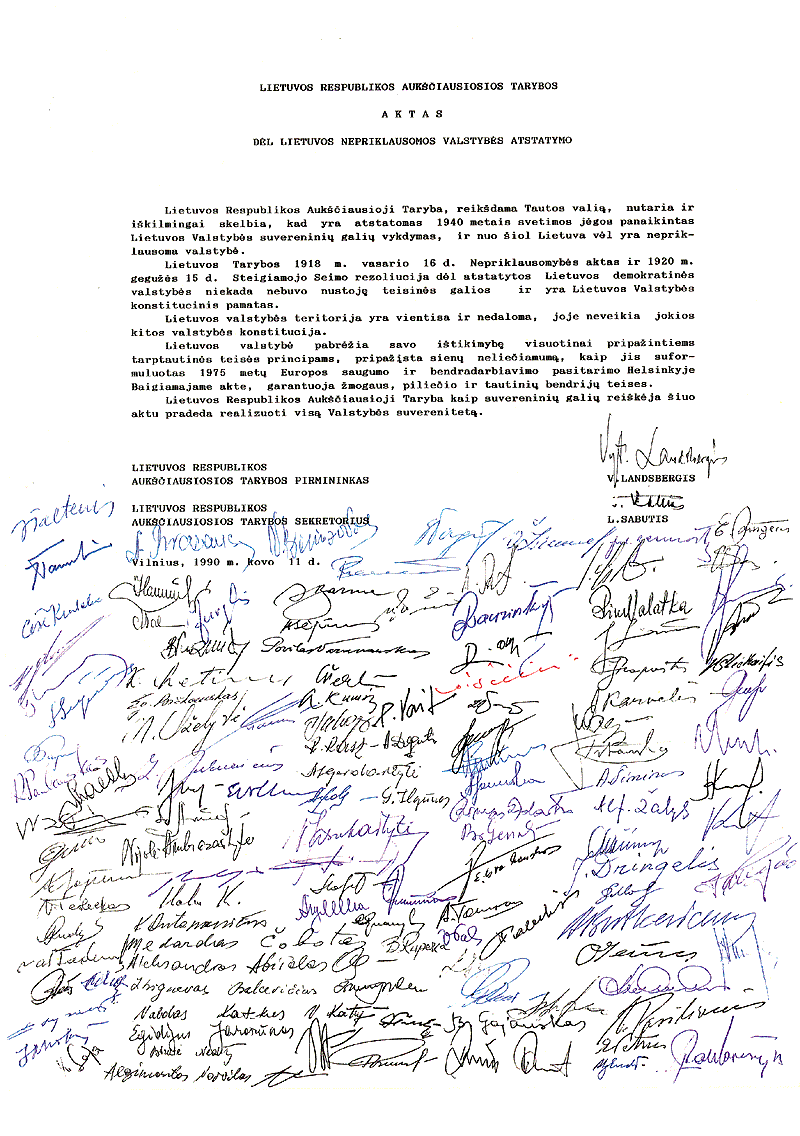
Акт восстановления независимости Литвы 1990-03-11

Акт о восстановлении независимости Литовского государства (лит. 
Aktas dėl Lietuvos nepriklausomos valstybės atstatymo) — акт, принятый 11 марта 1990 года Верховным советом Литвы. Согласному этому документы, Конституция и законы СССР прекращали свое действие на территории Литвы. В ответ на это III Съезд народных депутатов СССР 15 марта того же года признал решения Верховного Совета Литвы недействительным, поскольку еще не был принят союзный закон о выходе республик из состава СССР.

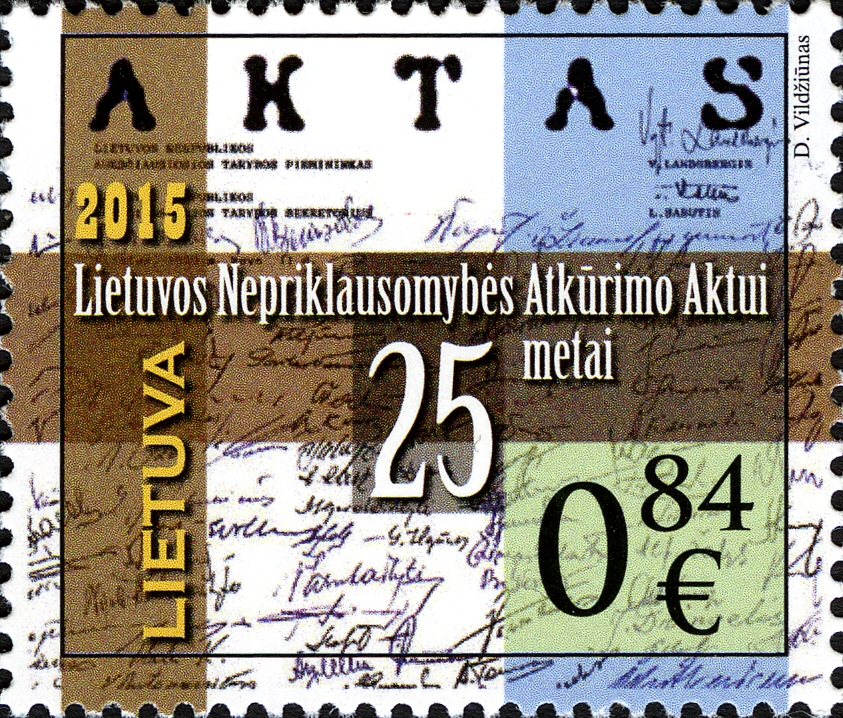
25-летие со дня принятия Акта о восстановлении независимости Литвы, Почта Литвы, 2015

Таким образом, 11 марта 1990 г. Литва провозгласила свою независимость. С политической точки зрения восстановление независимости рассматривалось как восстановление и продолжение существования Литовской республики. Кроме того, подтверждалось, что акт Литовского совета о независимости от 16 февраля 1918 года и решение Сейма от 15 мая 1920 года о восстановлении демократического Литовского государства не утратили правовой силы и являются конституционными.

## Предыстория
Литва провозгласила независимость 16 февраля 1918 года. 3–6 августа 1940  г. Литва постановлениями, принятыми на VII сессии Верховного Совета СССР, были включены в его состав. Этому предшествовали события, которые по-разному оцениваются в современной историографии: подписание Договора о ненападении между СССР и Германией, к которому прилагался секретный протокол, зафиксировавший вхождение Прибалтики в сферу интересов Советского Союза. С разрешения руководства прибалтийских стран в октябре 1939  г. был введен ограниченный контингент Красной Армии, а в июне 1940 г. советское правительство предъявило Литве ультиматум с обвинением правительств этой страны в нарушении Договоров о взаимопомощи, а также требованием сформировать новые правительства и допустить дополнительные контингенты войск для обеспечения соблюдения данных Договоров.

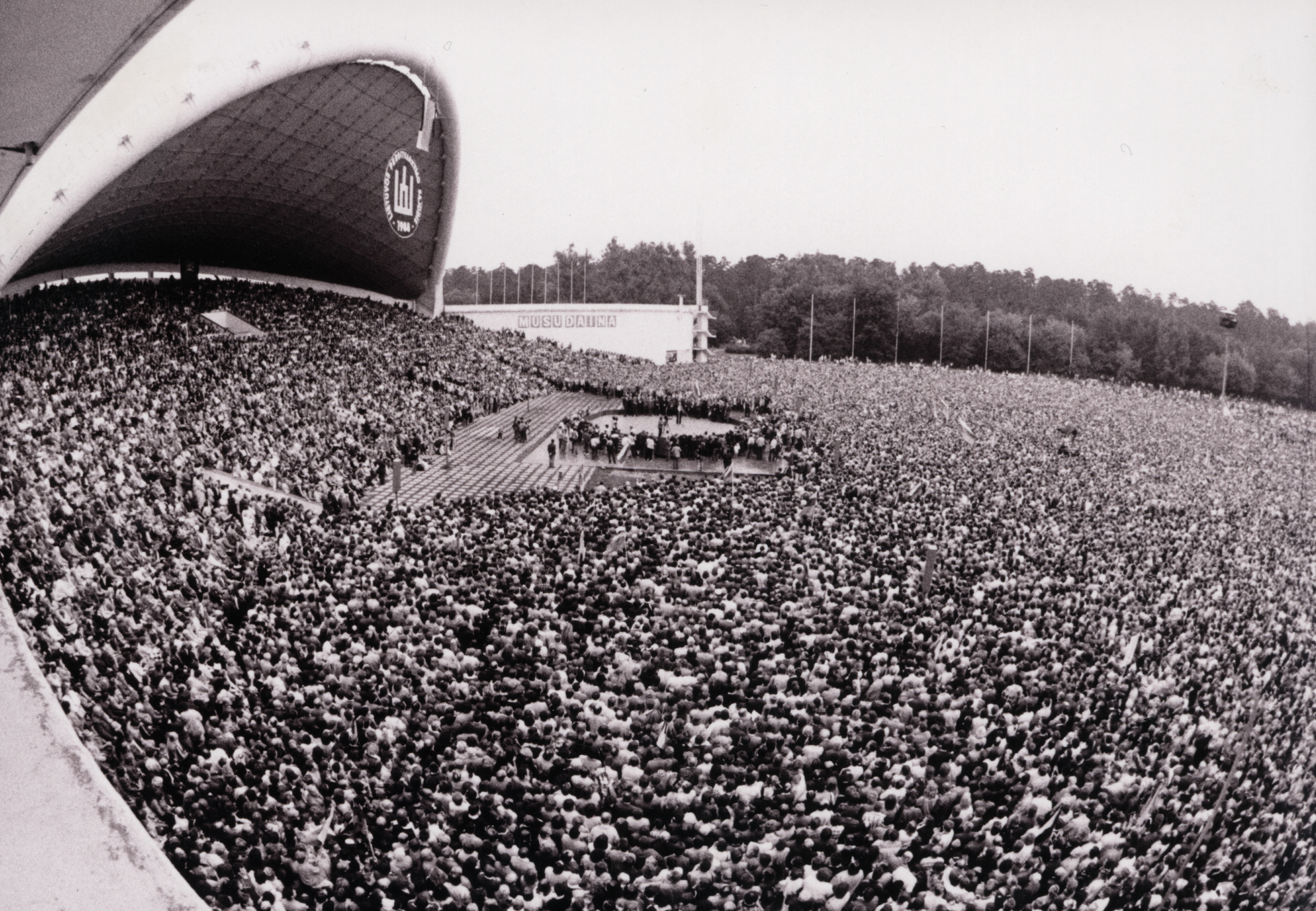
Митинг сторонников Саюдиса в вильнюсском парке Вингис, 1988 г.

Последующие события, связанные c формированием новых, лояльных СССР правительств, проведением выборов в парламенты прибалтийских стран, на которых победили коммунистические блоки, а также принятием Деклараций о вхождении в состав СССР, советские историки описывали как социалистические революции. Аргументом в пользу легального характера присоединения было признание его де-юре со стороны ряда зарубежных государств (Испания, Швеция, Нидерланды). В современной зарубежной исторической литературе, в т. ч. в трудах ученых стран Прибалтики, эти действия, включая последующий ввод советских войск, проведение выборов в новые органы власти, однозначно оцениваются как аннексия со стороны СССР.
Впоследствии литовцы были наиболее радикальными в плане выдвижения лозунгов о независимости от СССР. Уже в 1988 году на Учредительном съезде Саюдиса прозвучали призывы к независимости и слова о незаконности присоединения Литвы к Советскому союзу. Впрочем, в Литве спектр организаций определенно националистического характера был несколько шире. В числе организаций, целью которых было провозглашение независимости Литвы, были также Лига свободы Литвы (с 1978 года), Литовский национальный союз «Таутининкай» (марта 1989 года) и некоторые другие.

## Ход подписания акта

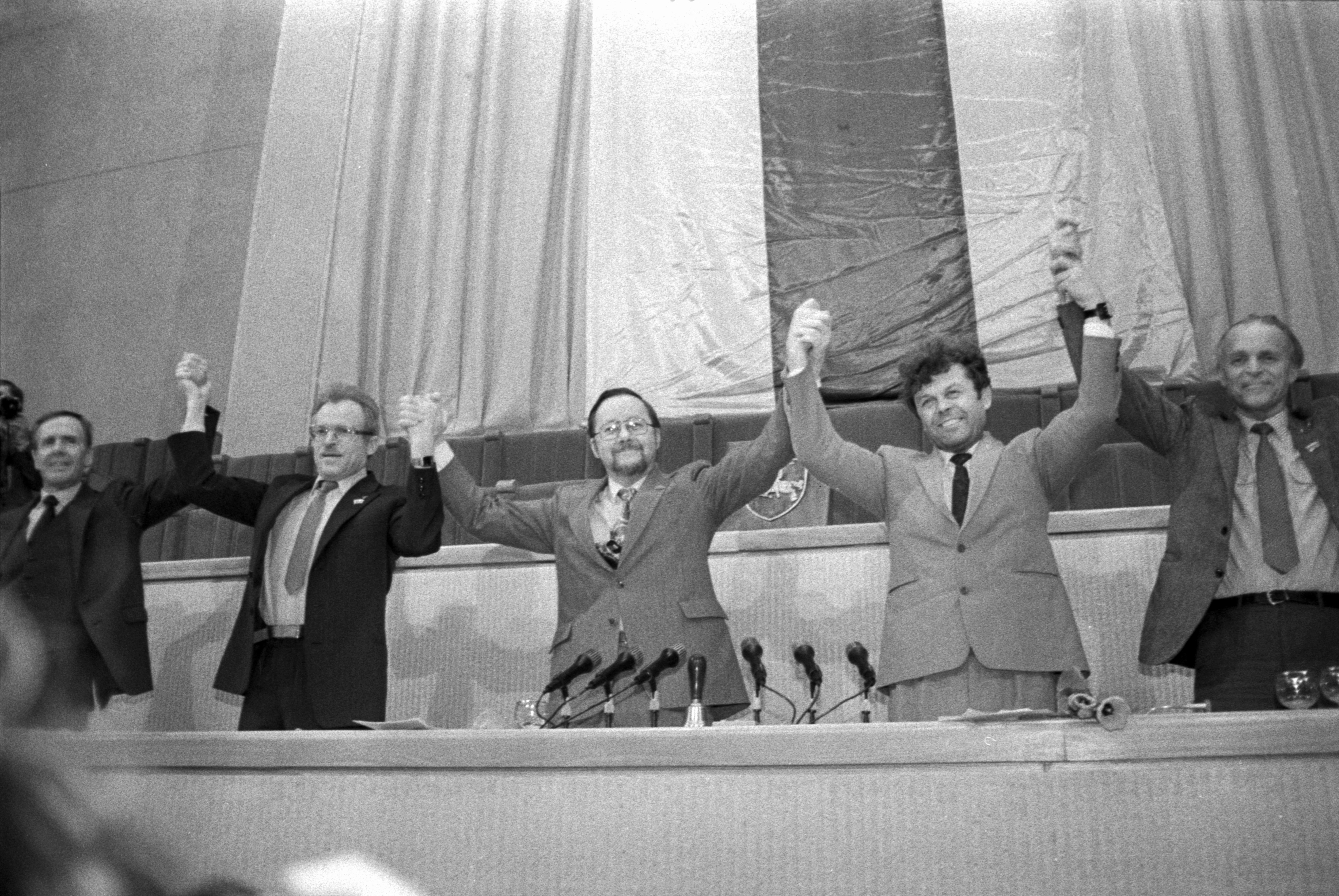
Лидеры Верховного Совета Литвы 11 марта 1990 г., после обнародования Акта о восстановлении Литовского государства.

Первым актом, в котором идея национальной независимости получила правовое выражение, была Декларация Верховного Совета Литовской ССР «О государственном суверенитете Литвы», принятая 18 мая 1989 г. В ней провозглашалось, что в 1940 г. на основе пакта и дополнительных тайных протоколов, принятых Германией и СССР в 1939 г., суверенное Литовское государство, было насильственно и незаконно присоединено к Советскому Союзу, утратив тем самым политическую, экономическую и культурную самостоятельность.
В феврале 1990 года прошли выборы в Верховный Совет Литовской ССР. Борьба развернулась между двумя ведущими политическими акторами — движением «Саюдис» и Коммунистической партией ЛитССР.
Подавляющее большинство избирателей проголосовало за кандидатов, связанных с Саюдис. Результатом стало первое некоммунистическое правительство в послевоенной Литве. На своем первом заседании 11 марта 1990 года Верховный Совет Литовской ССР избрал своим председателем лидера движения «Саюдис» В. Ландсбергиса, а также восстановил довоенное название Литвы — Литовская Республика. Затем он изменил свое название на Верховный Совет Литовской Республики. Верховный Совет Литовской ССР принял акт о восстановлении независимости Литвы. Акт был одобрен в 22:44 124 членами совета, шестеро воздержались.

## Текст акта
А К Т
ВЕРХОВНОГО СОВЕТА ЛИТОВСКОЙ РЕСПУБЛИКИ
О ВОССТАНОВЛЕНИИ
ЛИТОВСКОГО ГОСУДАРСТВА
Выражая волю Народа, Верховный Совет Литовской Республики постановляет и торжественно провозглашает, что восстанавливается осуществление суверенных прав Литовского государства, попранных чужой силой в 1940 году, и отныне Литва вновь является независимым государством.
Акт Литовского Совета о Независимости от 16 февраля 1918 года и Резолюция Учредительного Сейма от 15 мая 1920 года о восстановлении демократического Литовского государства никогда не утрачивали правовой силы и являются конституционной основой Литовского государства.
Территория Литовского государства является целостной и неделимой, на ней не действует конституция никакого другого государства.
Литовское государство подчеркивает свою приверженность к общепризнанным принципам международного права, признает неприкосновенность границ, как это сформулировано в Заключительном акте Хельсинкского совещания по безопасности и сотрудничеству в Европе 1975 года, гарантирует права человека, гражданина и национальных меньшинств.
Верховный Совет Литовской Республики как выразитель суверенной мощи настоящим актом приступает к реализации полного суверенитета Государства.

Председатель Верховного Совета
Литовской Республики                  В.ЛАНДСБЕРГИС

Секретарь Верховного Совета
Литовской Республики                   Л.САБУТИС
Вильнюс, 11 марта 1990 г.No I-12
Оригинальный текст (лит.)
Lietuvos Respublikos Aukščiausiosios Tarybos
Aktas
Dėl Lietuvos nepriklausomos valstybės atstatymo
Lietuvos Respublikos Aukščiausioji Taryba, reikšdama Tautos valią, nutaria ir iškilmingai skelbia, kad yra atstatomas 1940 metais svetimos jėgos panaikintas Lietuvos Valstybės suvereninių galių vykdymas, ir nuo šiol Lietuva vėl yra nepriklausoma valstybė.
Lietuvos Tarybos 1918 m. vasario 16 d. Nepriklausomybės aktas ir 1920 m. gegužės 15 d. Steigiamojo Seimo rezoliucija dėl atstatytos Lietuvos demokratinės valstybės niekada nebuvo nustoję teisinės galios ir yra Lietuvos valstybės konstitucinis pamatas.
Lietuvos valstybės teritorija yra vientisa ir nedaloma, joje neveikia jokios kitos valstybės konstitucija.
Lietuvos valstybė pabrėžia savo ištikimybę visuotinai pripažintiems tarptautinės teisės principams, pripažįsta sienų neliečiamumą, kaip jis suformuluotas 1975 metų Europos saugumo ir bendradarbiavimo pasitarimo Helsinkyje Baigiamajame akte, garantuoja žmogaus, piliečio ir tautinių bendrijų teises.

Lietuvos Respublikos Aukščiausioji Taryba kaip suvereninių galių reiškėja šiuo aktu pradeda realizuoti visą Valstybės suverenitetą.
— Ведомости Литовской Республики, 31.03.1990, № 1. 9-222

## Последствия

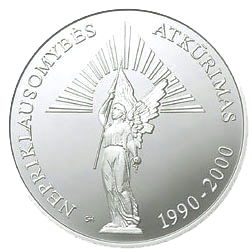
Памятная монета в честь десятилетия независимости

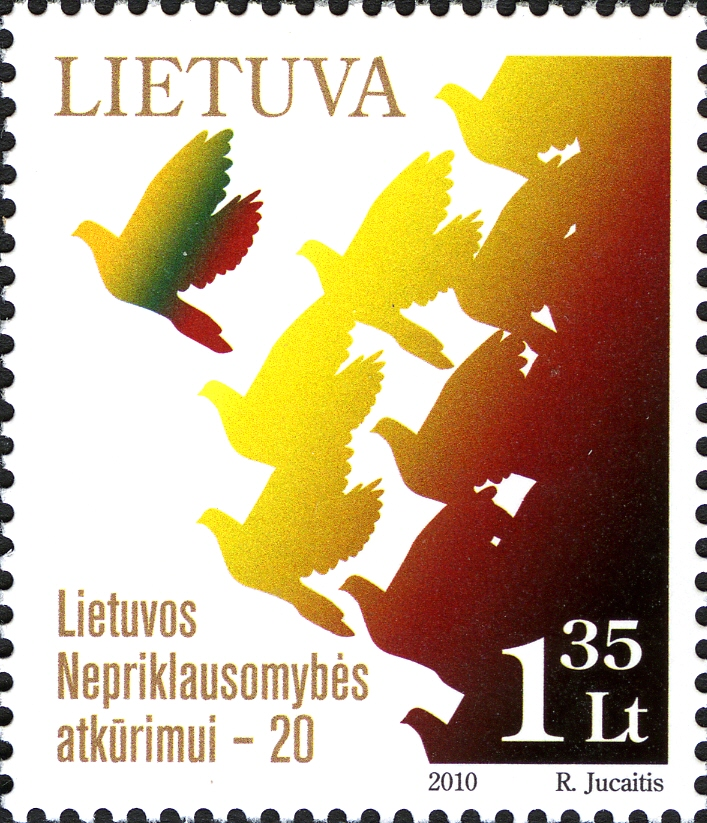
20 лет независимости Литвы, Почта Литвы, 2010

После восстановления независимости в Литве осуществлялась фундаментальная политико-правовая реформа, целью которой была трансформация всей правовой системы в соответствии с нормами новой демократической Конституции. Согласно этому документу, принятому на референдуме 25 октября 1992 года, государственная власть в Литве осуществлялась Сеймом, Президентом, Правительством и Судом. Выбор был сделан в пользу полупрезидентской формы правления. В Латвии и Эстонии президенты избираются однопалатным парламентом, формируемыми через выборы, проводимые по пропорциональной системе. в Литве президент избирается прямым голосованием на всенародных выборах, а выборы в парламент проходят по смешанной системе.